# 魯德尼亞-比爾基夫西卡
50°50′34″N 28°11′59″E / 50.84278°N 28.19972°E
魯德尼亞-比爾基夫西卡（烏克蘭語：Рудня-Білківська），是烏克蘭的村落，位於該國北部日托米爾州，由科羅斯堅區負責管轄，始建於1775年，面積0.35平方公里，海拔高度188米，2001年人口68，人口密度每平方公里194.84人。

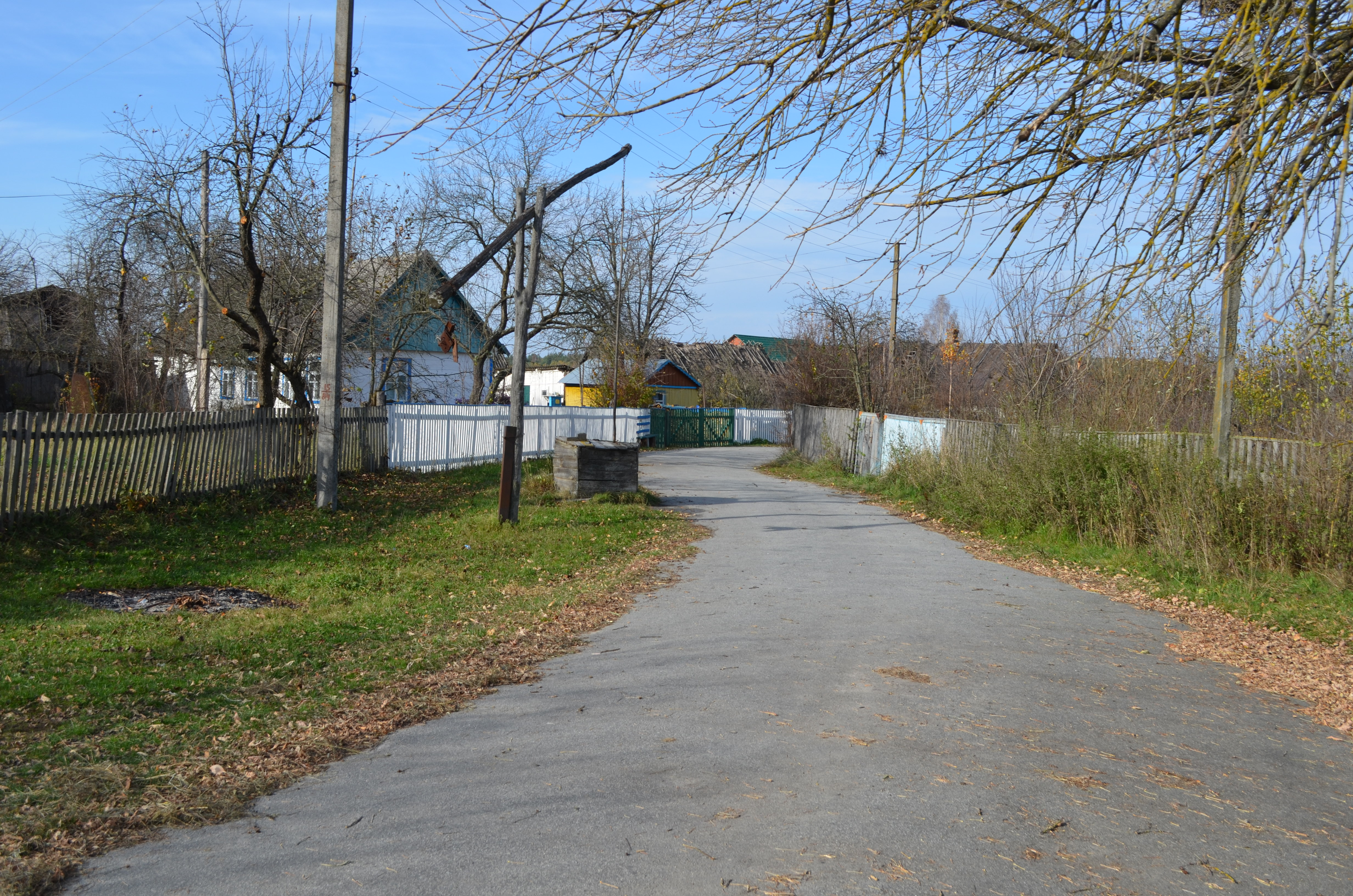
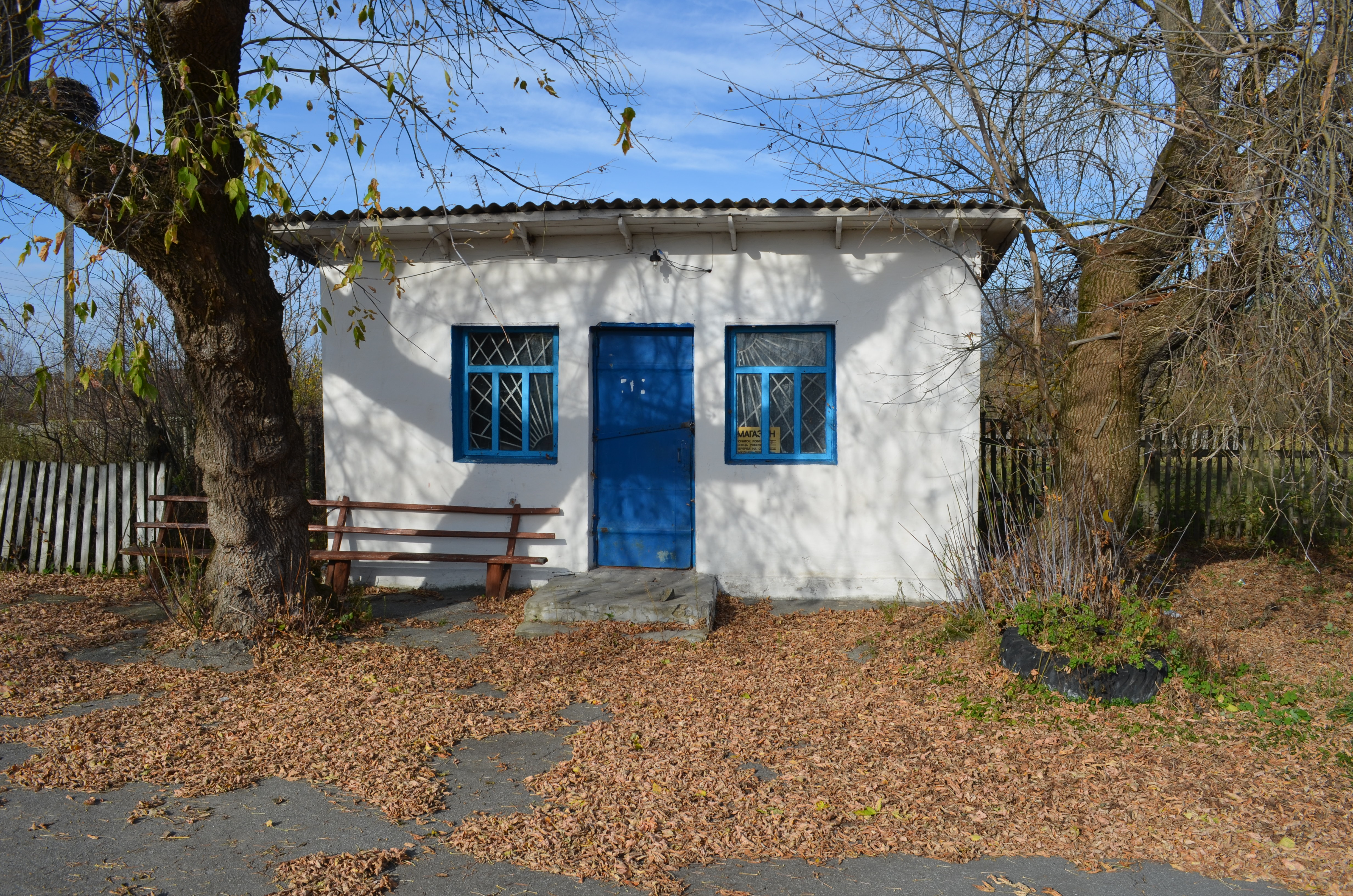
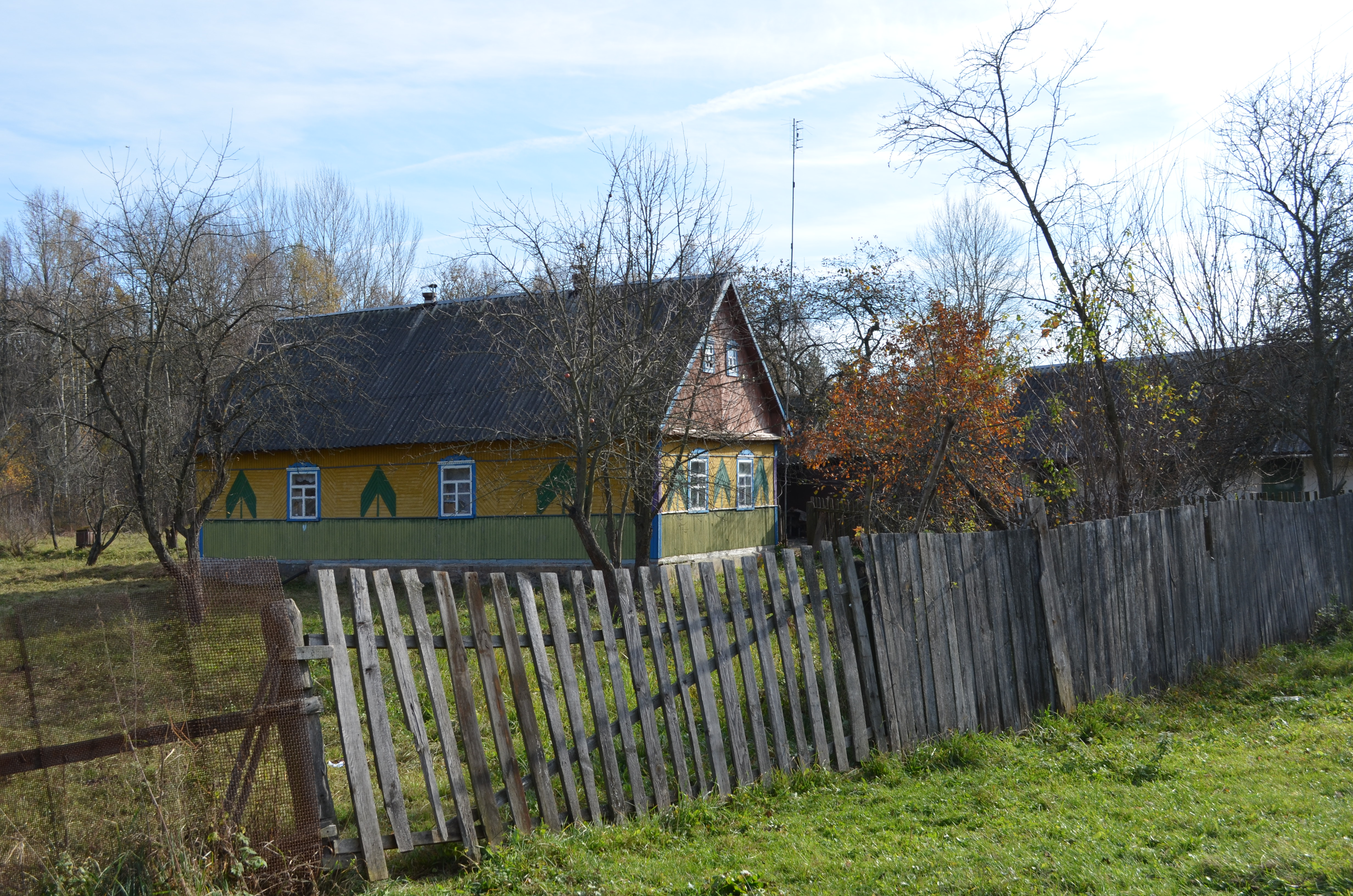
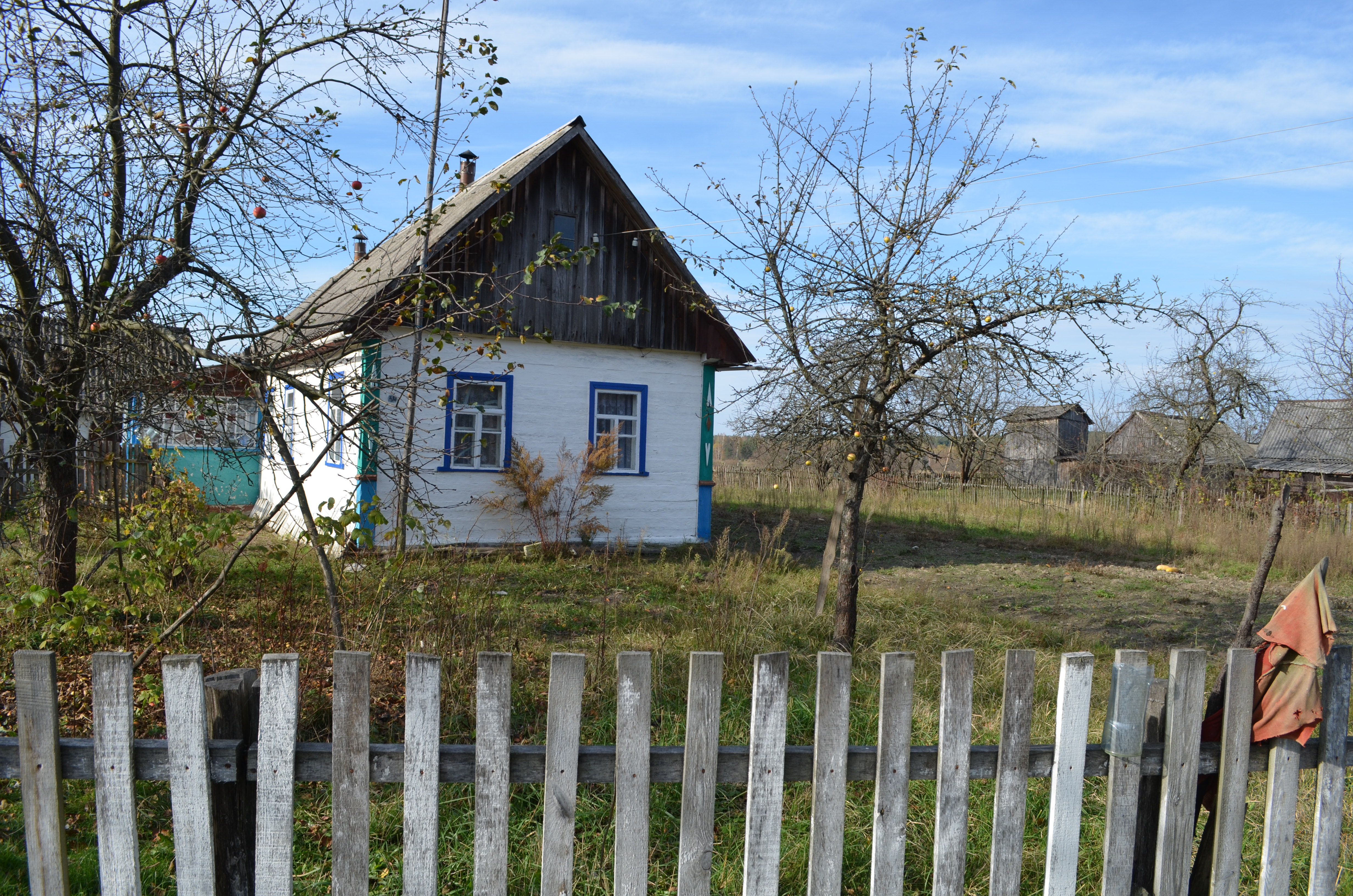
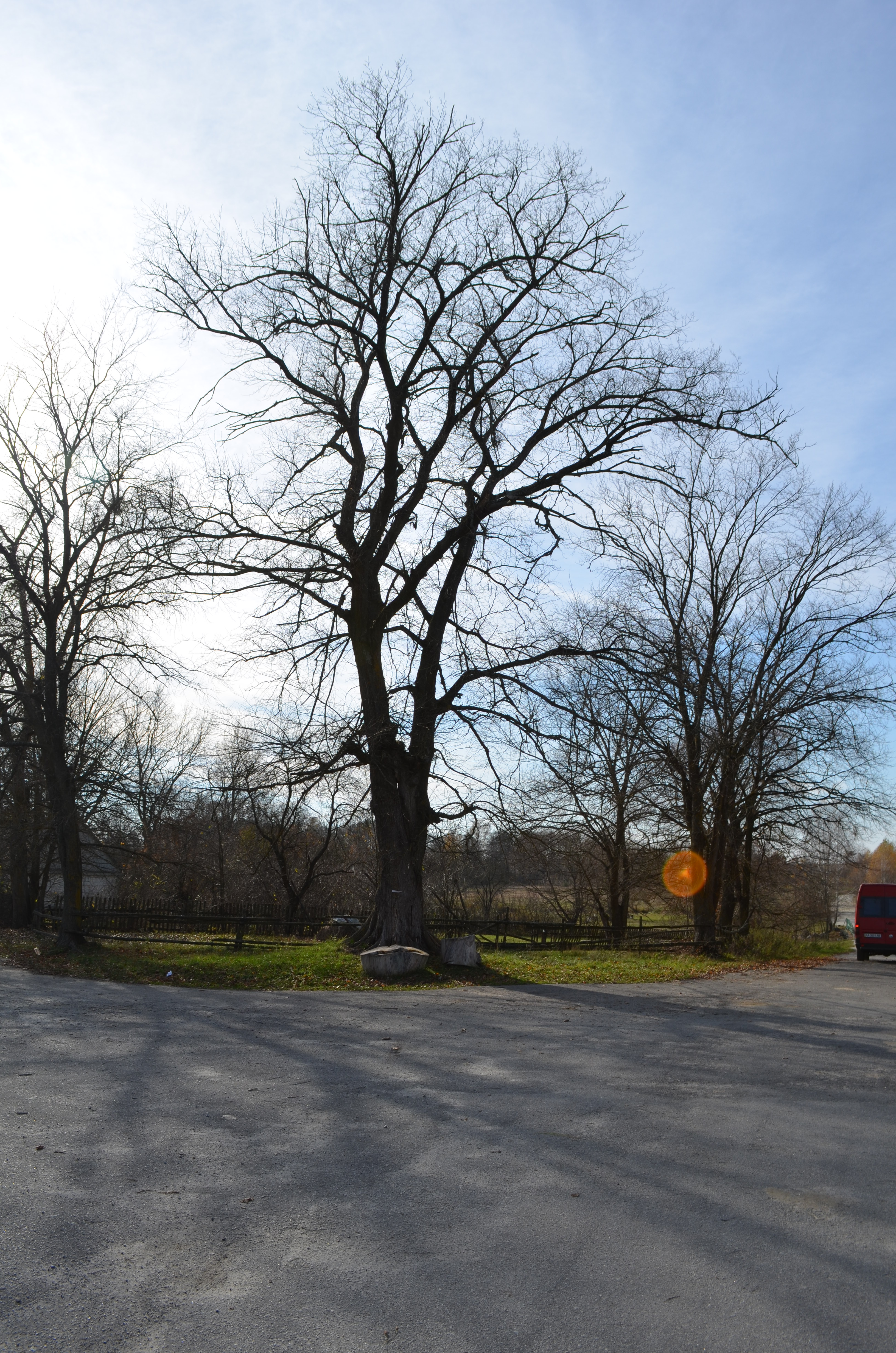
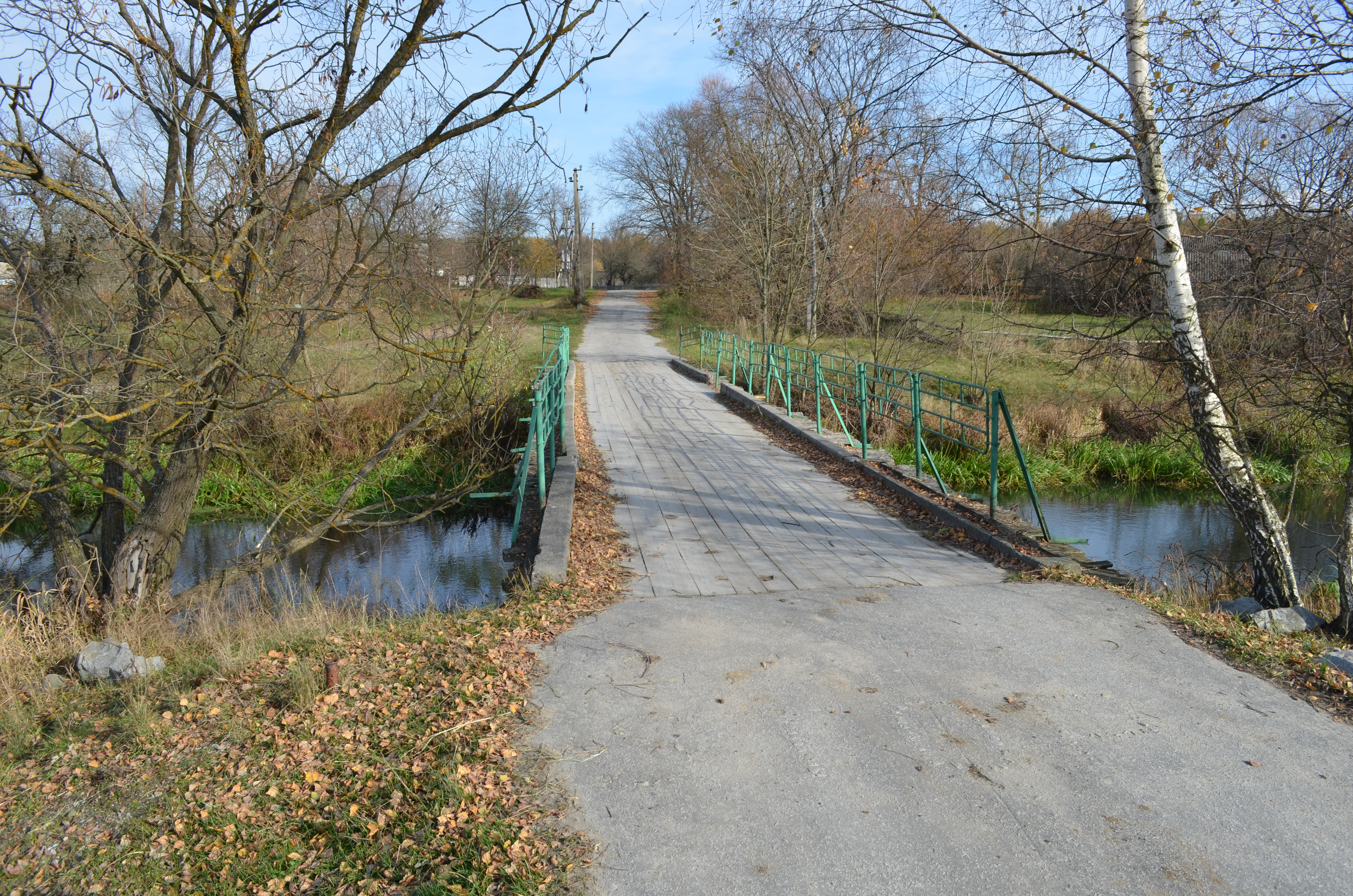
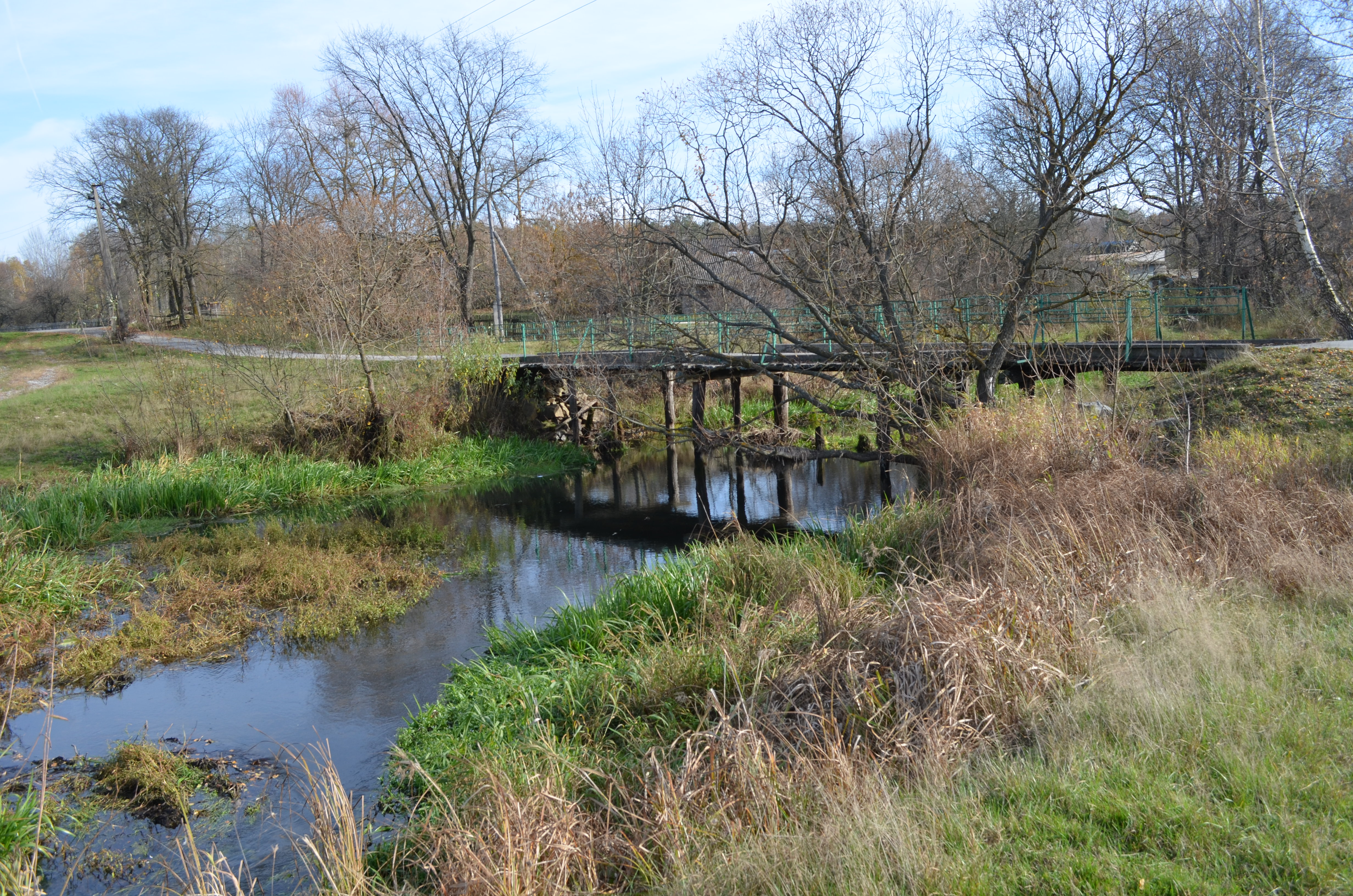
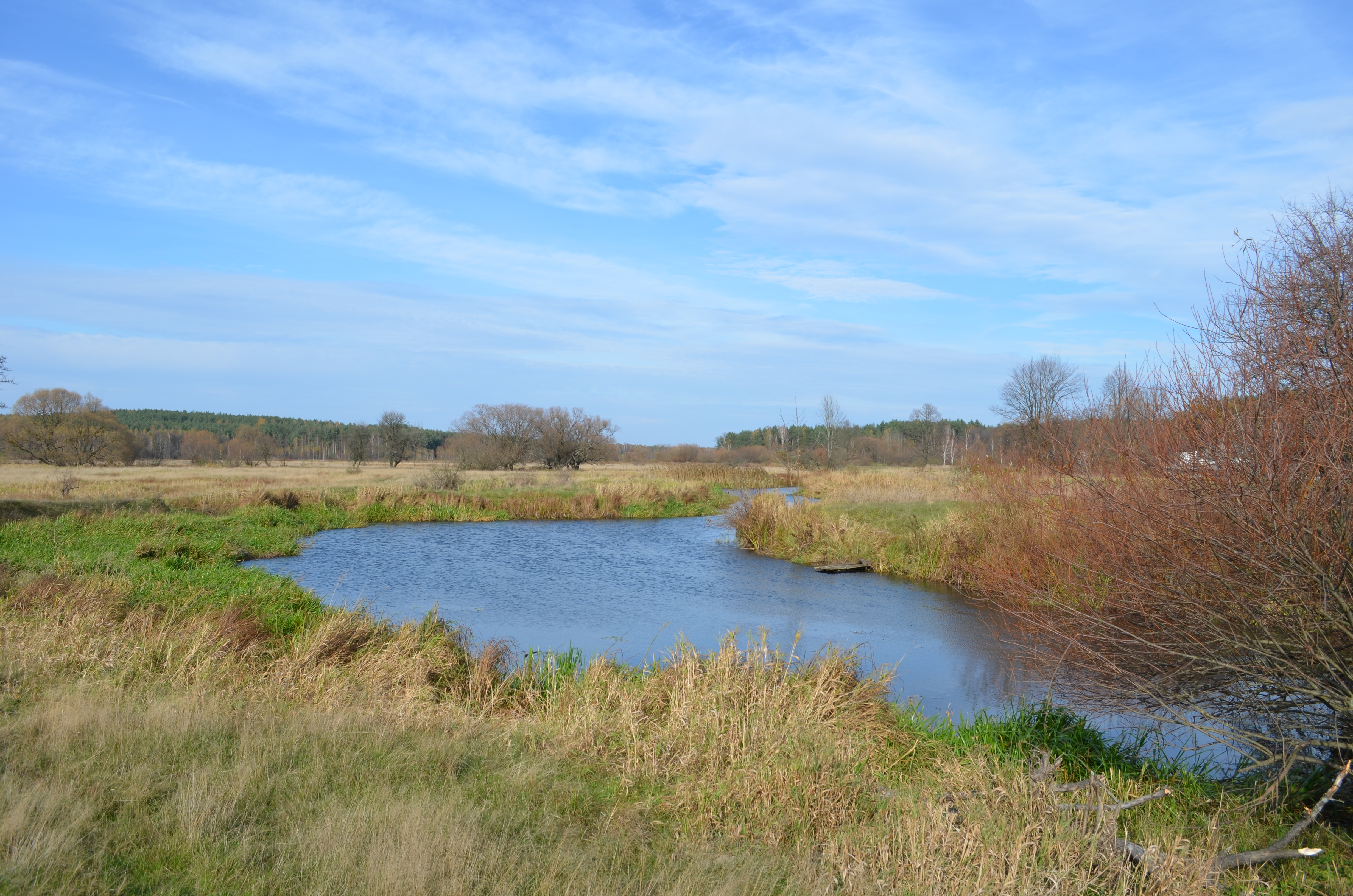
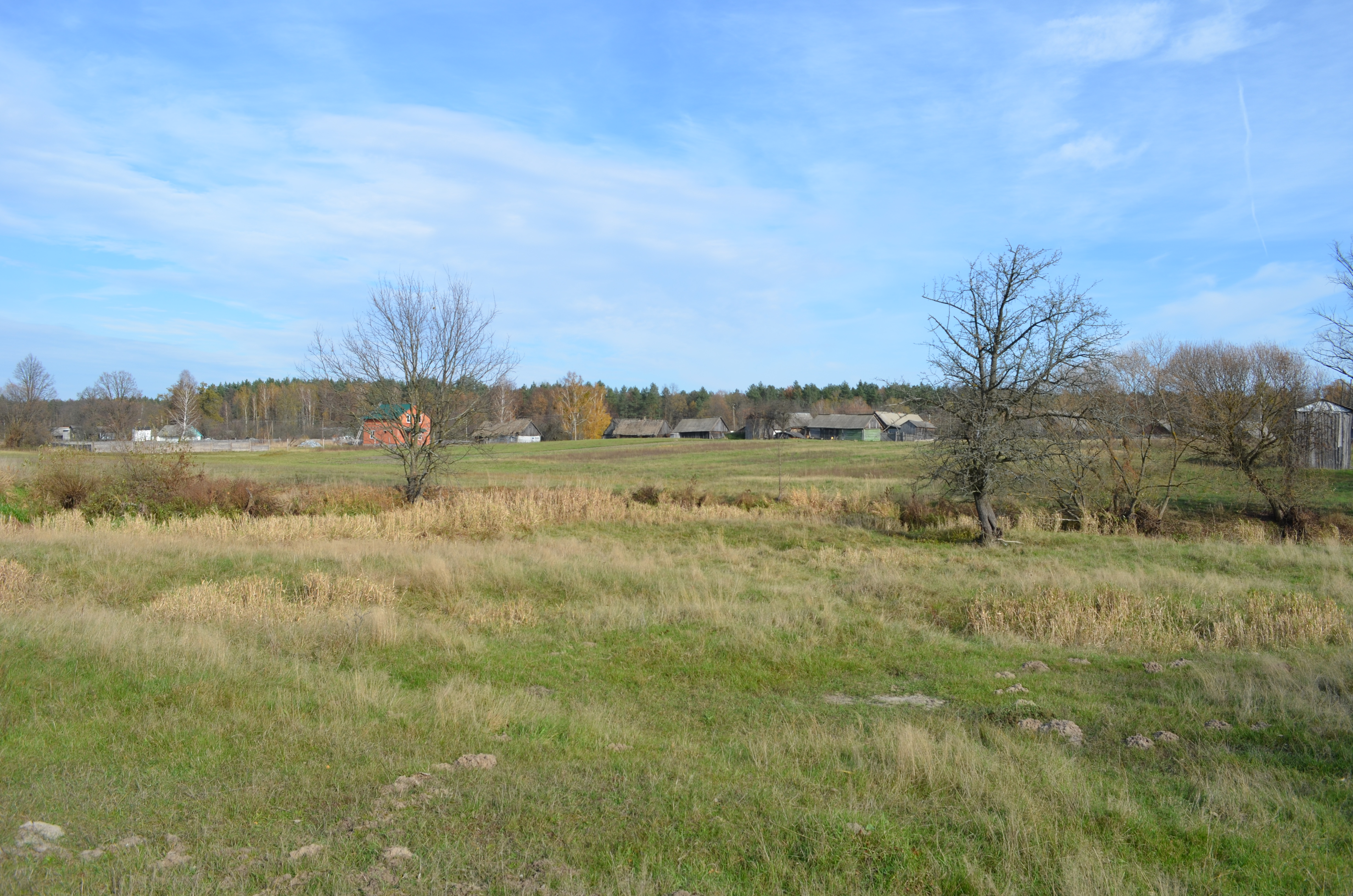